# Umfraville (Adelsgeschlecht)

Wappen der Earls of Angus aus der Familie Umfraville

Die Familie Umfraville war ein englisch-schottisches Adelsgeschlecht, das als Herren der strategisch wichtigen Baronien Prudhoe und Redesdale von Beginn des 12. Jahrhunderts bis in die 1330er Jahre eine bedeutende Rolle in England, in den Scottish Marches und in Schottland hatte.

## Herkunft
Ob die Familie ursprünglich aus der Normandie stammte, kann nicht endgültig geklärt werden. Vermutlich stammte sie aus Offranville bei Dieppe. Ungeklärt ist auch der genaue Zeitpunkt, wann sie ihre Besitzungen in Nordengland erwarben. Möglicherweise waren sie mit der Familie Umfraville verwandt, die um 1100 im walisischen Glamorgan Besitzungen erwarb, doch abgesehen vom Namen gibt es keine Verbindung zwischen den beiden Familien. Einer zu Beginn des 13. Jahrhunderts verfassten Familienlegende nach wurde Robert with the Beard als normannischer Eroberer Lord of Prudhoe. Nach archäologischen Untersuchungen wurde Prudhoe Castle Ende des 11. Jahrhunderts errichtet, doch es gibt über diesen Robert with the Beard keine Belege. Nach anderen Angaben aus dem 13. Jahrhunderts ist die Existenz dieses Robert höchst zweifelhaft, denn wahrscheinlich wurden die Umfravilles erst während der Herrschaft von König Heinrich I. nach 1100 Herren von Prudhoe.
Nachdem die Familie sich nach dem englisch-schottischen Krieg von 1173 bis 1174 auf ihre englischen Besitzungen konzentriert hatte, knüpfte Gilbert de Umfraville († 1245) wieder an die Kontakte seiner Vorfahren an. Durch seine Heirat mit der Countess of Angus wurde er zu einem der führenden anglo-schottischen Adligen. Ab 1295 wurde sein Sohn Gilbert de Umfraville als Baron Umfraville zu den englischen Parlamenten geladen. Während des Ersten Schottischen Unabhängigkeitskriegs entschied sich sein Sohn Robert de Umfraville für die englische Seite und verlor deshalb seine schottischen Besitzungen. Roberts gleichnamiger Sohn Gilbert schloss sich 1332 den sogenannten Enterbten an, die 1332 in Schottland einfielen und versuchten, ihre verlorenen Besitzungen zurückzuerobern. Nach jahrelangen Kämpfen scheiterte das Vorhaben, womit Gilbert de Umfraville seine schottischen Besitzungen endgültig verlor. Mit seinem kinderlosen Tod 1381 erlosch die Hauptlinie der Familie in männlicher Erbfolge, seine englischen Besitzungen fielen an seine Nichte Eleanor de Barroden.

## Die Familie Umfraville von Harbottle
Als absehbar war, dass Gilbert de Umfraville ohne überlebende männliche Nachkommen starb, vermachte er 1378 seinem Neffen Thomas Umfraville Harbottle, Otterburn und weitere Besitzungen in Northumberland. Thomas de Umfraville konnte damit eine Nebenlinie der Familie begründen. Sein jüngerer Sohn Robert de Umfraville stieg zu einem hochrangigen Militär während des Hundertjährigen Kriegs auf, sein älterer Sohn Thomas Umfraville wurde zweimal als Knight of the Shire für Northumberland gewählt. Mit dem kinderlosen Tod von dessen Sohn Gilbert 1421 in der Schlacht von Baugé starb die Familie in männlicher Linie aus, die Besitzungen wurden unter den Töchtern von Thomas Umfraville aufgeteilt.

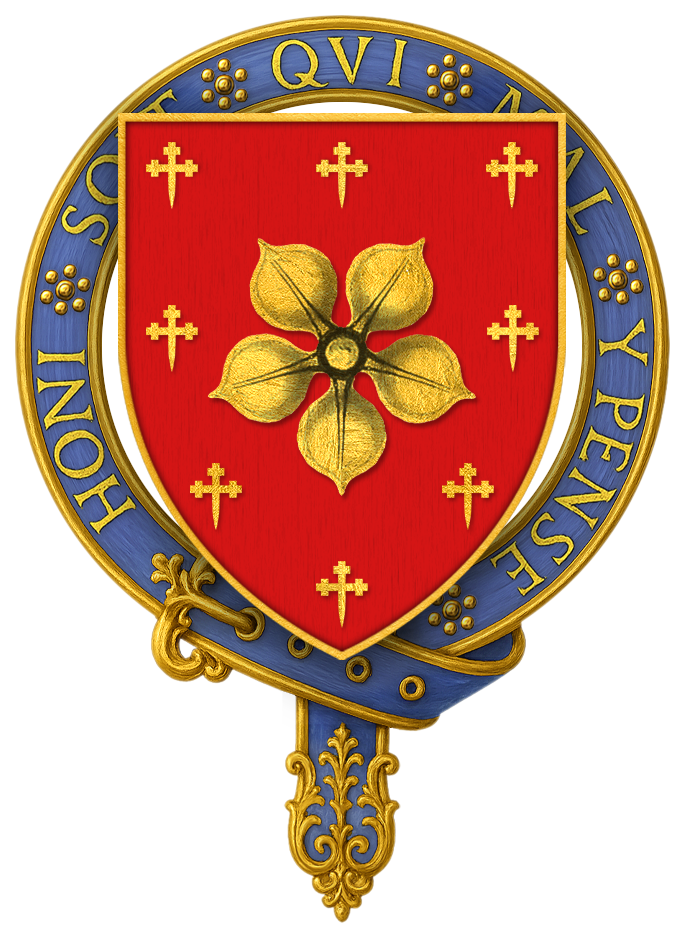
Wappen von Robert de Umfraville als Ritter des Hosenbandordens

## Stammliste (Auszug)

### Die Hauptlinie bis 1381
1. Robert de Umfraville († um 1145)
  1. Odinel de Umfraville († um 1166)
  2. Gilbert de Umfraville († 1175)
    1. Odinel de Umfraville († 1182)
      1. Robert de Umfraville († um 1195)
      2. Richard de Umfraville († 1226)
        1. Gilbert de Umfraville († 1245) ⚭ Matilda, Countess of Angus
          1. Gilbert de Umfraville, 7. Earl of Angus (1244–vor 1307) ⚭ Elizabeth Comyn
            1. Robert de Umfraville, 8. Earl of Angus (1276–1325)
              1. Gilbert de Umfraville, 9. Earl of Angus (1310–1381)
              2. Robert de Umfraville
              3. Thomas Umfraville († 1387) (Nachfahren siehe unten)
              4. Elisabeth Umfraville ⚭ Gilbert Borrowdon
                1. Eleanor Barroden (auch Borrowdon) ⚭ Henry Tailboys

            2. Thomas Umfraville († nach 1305)

      3. Alice ⚭ William Bertrand (oder Bertram) aus Mitford
      4. Margery († 1198) ⚭ William d’Aubigné

### Die Umfravilles von Harbottle
1. Thomas de Umfraville († 1387)
  1. Thomas Umfraville (um 1361–1391)
    1. Gilbert de Umfraville (vor 1390–1421)

  2. Robert de Umfraville (vor 1378–1437)